# Mariano Socini le Jeune
Mariano Socini le Jeune, Mariano Sozzini il giovane ou Mariano Soccini le jeune, Socino, Marianus Socinus en latin, est un juriste italien né à Sienne en 1482, et mort à Bologne le 26 août 1556. Il a donné son nom à la cautela socini, ou usufruit universel du conjoint veuf.

## Biographie
Mariano Socini le jeune est le neveu de Bartolomeo Socini, juriste siennois. Il a épousé Camilla Salvetta dont il a eu treize enfants d'après Guido Panciroli, dont sept fils, Celso Sozzini, Lelio Sozzini, Alessandro Sozzini, qui est mort jeune, père de Fausto Sozzini, qui a été la figure de proue du mouvement unitarien " socinien " en Pologne.
Il a étudié à Sienne et à Bologne et a obtenu ses degrés à Sienne en 1504 où il est resté jusqu'au moins 1517. Il a ensuite enseigné à Pise entre 1517 et 1523, puis il est revenu à Sienne en 1523 avant d'aller à Padoue en 1525 où il est resté jusqu'en 1542. Il est alors payé 1 000 ducats comme professeur de droit civil. Il a quitté Padoue pour Bologne en 1542/1543 où il a succédé Andrea Alciati. Il y est resté jusqu'à sa mort, en 1556. En avril 1552 il est payé 5 200 lires bolognaises. C'est le deuxième salaire le plus élevé de l'université. Son fils, Celso Sozzini, est professeur de droit canon de l'université de Bologne.
En 1553, il a fait l'objet d'une enquête de l'inquisition de Bologne à la suite d'une demande de l'inquisiteur Reginaldo Nerli, mais elle a été arrêtée par son prédécesseur, Girolamo Muzzarelli, et le pape Jules III. Il a été réconcilié au début de 1554.
Mariano Socini le jeune a été consulté sur des sujets de droit par des souverains européens comme Henri VIII sur le cas de son divorce. Il a répondu que le pape n'a pas accordé la dispense permettant à Henri VIII de se marier avec la veuve de son frère Arthur Tudor et que, par conséquent, son mariage avec Catherine d'Aragon est invalide et qu'il est libre de se marier avec Anne Boleyn.
Deux de ses fils ont été professeurs de droit, Alessandro Sozzini (1508-1541) et Celso Sozzini (1517-1570).

## Famille
- Mariano Socini l'Ancien (1397/1401–1467)., juriste, professeur à l'université de Sienne à partir de l'automne 1427 ayant eu comme élève Enea Silvio Piccolomini, le pape Pie II,
  - Bartolomeo Socini (1436-1507),
  - X
    - Mariano Socini le Jeune (1482-1556), marié à Camilla Salvetti,
      - Alessandro Sozzini (1508-1541) a poursuivi la carrière de juriste, marié à Agnese Petrucci,
        - Fausto Sozzini (1539-1604) marié à Elżbietą Morsztyn (†1587),
          - Agnese Sozzini ou Agnieszka Sozzini (1587-1654) marié à Stanisław Wiszowaty,
            - Benedykt Wiszowaty marié à Katarzyna Przypkowska,
              - Andreas Wissowatius (Andrzej Wiszowaty) (1608-1678), théologien Unitarisme (théologie) unitarien,

            - Teodor Wiszowaty,

        - Filide Sozzini (1540-1568),

      - Celso Sozzini (1517–1570) aussi juriste,
      - Camillo Sozzini (né en 1520),
      - Cornelio Sozzini (mort en 1586), humaniste,
      - Lelio Sozzini (1525-1562), humaniste
      - Dario Sozzini.

## Publications

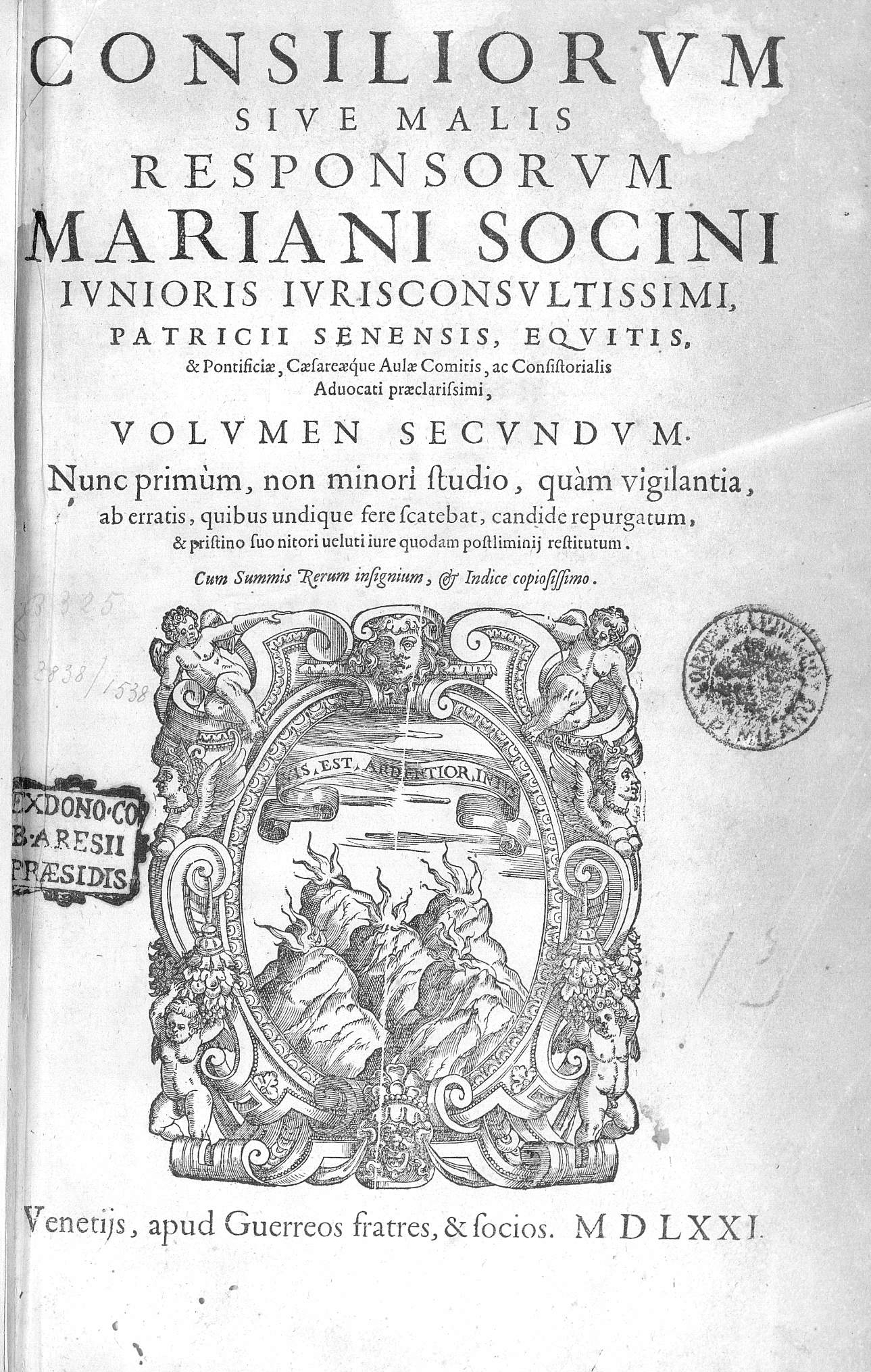
Consilia, 1571

- (la) Consilia (Consiliorum siue malis Responsorum Mariani Socini iunioris iurisconsultissimi, patricii, Senensis, equitis, & Pontificiæ, Cæsareæque Aulæ Comitis, ac Consistorialis Aduocati præclarissimi), vol. 1, Venise, 1571
  - (la) Consilia, vol. 2, Venise, Domenico Guerra & Giovanni Battista Guerra & C., 1571 (lire en ligne)
  - (la) Consilia, vol. 3, Venise, Domenico Guerra & Giovanni Battista Guerra & C., 1571 (lire en ligne)
- (la) Commentaria, vol. 1, Venise, Società dell'Aquila che si rinnova, 1585 (lire en ligne)
  - Commentaria, vol. 2, Venise, Società dell'Aquila che si rinnova, 1585 (lire en ligne)

### Biographie
Par ordre chronologique de publication :
- « Marianus Socinus senensis », dans Guido Panziroli ou Panciroli, De claris legum interpretibus libri quatuor, apud Marcus Antonium Brogiollum, Venise, 1637, chapitre CLXII, p. 338-342 (lire en ligne)
- « Socin (Marianus) », dans Pierre Bayle, Dictionnaire historique et critique, Desoer libraire, Paris, 1820, tome 13, p. 341 (lire en ligne)
- Annalisa Belloni, Professori giuristi a Padova nel secolo XV. Profili bio-bibliografici e cattedre, Vittorio Klostermann, Frankfurt am Main, 1986, p. 168-172,  (ISBN 978-3-46501733-2)
- Paul F. Grendler, "Siena and the Sozzini," in The Universities of the Italian Renaissance, The Johns Hopkins University Press, Baltimore, 2002, p. 376,  (ISBN 0-8018-6631-6)
- Michaela Valente, I Sozzini e l’Inquisizione, dans sous la direction de Lech Szczucki, Faustus Socinus and his Heritage, Polish Academy of Sciences, Kraków 2005, p. 29-51
- Aldo Stella, Una famiglia di giuristi fra eterodossi padovani e bolognesi: Mariano e Lelio Sozzini (1525-1556), dans Rapporti tra le università di Padova e Bologna. Ricerche di filosofia, medicina e scienza. Omaggio dell'Università di Padova all'Alma mater bolognese nel suo nono centenario, a cura di Lucia Rossetti, LINT, Trieste, 1988, p. 128-160
- V. Colli, La Laurea di Mariano Sozzini il Giovane, dans Studi Senensi, 1980, volume XCII, p. 470-478
- R. Pasto, Il testamento di Mariano Sozzini il Giovane, dans Bullettino senese di storia patria, 1980, volume LXXXVII, p. 232-246
- G. L. Betti, Sul conferimento della cittadinanza bolognese a Mariano Sozzini il Giovane, dans Studi Senensi, 1985, volume XCVII, p. 546-551